# HK Ungdom
HK Ungdom er en landsforening i fagforeningen HK/Danmark. HK Ungdom har ca. 65.000 medlemmer Arkiveret 9. december 2016 hos  Wayback Machine og er Danmarks største ungdomsfagforening. HK Ungdom er organisatorisk placeret i forbundet, og består af et ungdomssekretariat, et landsudvalg og et formandskab. HK's 7 lokalafdelinger, Nordjylland, Midtvest, Østjylland, Sydjylland, Midt, Sjælland og Hovedstaden, er forpligtet til at have ungdomskonsulenter og skabe et rum for de unge medlemmer.
Man er medlem af HK Ungdom når man er under 31 år og medlem af HK eller er under en HK-uddannelse. Er man under en HK-uddannelse, er der intet alderskrav.
HK Ungdom arbejder politisk og organisatorisk for unge medlemmer, uanset geografisk eller sektoralt tilhørsforhold. der laves kampagner og aktiviteter af unge for unge, og omhandler unge på arbejdsmarkedet eller elever/studerende. 
HK Ungdom er årligt repræsenteret på DUF's delegeret-møde og Folkemødet på Bornholm.
Formanden for HK Ungdom hedder Karina Nicolaisen Arkiveret 8. december 2016 hos  Wayback Machine. Hun blev valgt ved tillidsafstemning i 2013 og genvalgt ved kampvalg i 2015. formanden sidder for en periode på 2 år, og må jævnfør HK Ungdoms love Arkiveret 5. maj 2016 hos  Wayback Machine ikke være fyldt 29 år på valgdagen. 